# شهرستان گوردون (جورجیا)
شهرستان گوردون، جورجیا (به انگلیسی: Gordon County, Georgia) یک سکونتگاه مسکونی در ایالات متحده آمریکا است که در جورجیا واقع شده‌است.